# Josephine Baerveldt-Haver
Josephine Baerveldt-Haver (geboren Josephine Sare Rosine Haver) (Amsterdam, 23 februari 1868 - Tjideng, 20 of 22 juni 1945) was een Nederlandse feministe die zich ten tijde van de eerste feministische golf inzette voor het vrouwenkiesrecht. Ze was onder andere betrokken bij de Amsterdamse en Nederlands-Indische afdelingen van de Vereeniging voor Vrouwenkiesrecht en medeoprichter van de Neutrale Vereeniging voor Vrouwenkiesrecht in 1916. Tevens was ze betrokken bij de organisatie van een van de eerste Nederlandse vrouwenkiesrechtdemonstraties op 17 september 1913.

## Levensloop
Josephine Haver werd in 1868 te Amsterdam geboren. Ze was de dochter van winkelier Marinus Bernardus Haver en Jeanne Cornelie van Campen. Haar zus Theodore Petronelle Bernardine Haver (1856), ook wel bekend onder haar roepnaam Dora Haver, zou later een centraal figuur zijn binnen de vrouwenbeweging. Zij werd opgeleid tot onderwijzeres.
Josephine trouwde in 1890 met militair Jacques F. Baerveldt. Het echtpaar verhuisde vanwege Jacques' carrière voor enige tijd naar Nederlands-Indië.

## Feminisme
In 1909 sloot Haver zich aan bij de Vereeniging voor Vrouwenkiesrecht (VvVK). In 1911 was zij de opvolger van Charlotte Jacobs, zus van Aletta, in het voorzitterschap van de Nederlands-Indische tak van de VvVK. Vanaf 1911 (tot 1919) schreef ze voor Evolutie, het weekblad dat door Wilhelmina Drucker en Dora Haver opgericht was.
Nadat het echtpaar Baerveldt-Haver in 1912 naar Nederland terugkeerde, sloot Josephine zich aan bij de Amsterdamse afdeling van de VvVK. Aldaar nam ze deel aan de Commissie voor de Koloniën van Tentoonstelling De Vrouw 1813-1913. Na Dora's overlijden in 1912, nam Josephine haar functie als voorzitter van de Amsterdamse afdeling van de VvVK over. Tevens volgde ze Dora op als redacteur van Evolutie. Naar aanleiding van Dora’s overlijden hielden leden van de VvVK voor het eerst een optocht die (deels) de vraag om vrouwenkiesrecht zichtbaar maakte op straat. Omdat de VvVK het vervolgens niet eens kon worden over de organisatie van een officiële optocht met betrekking tot het vrouwenkiesrecht, organiseerde een groepje leden een onofficiële optocht. Deze groep, bestaande uit Henriette Verwey Mejan, Annette Versluys-Poelman, Sophie Wichers, Mien van Wulfften Palthe-Broese van Groenou en Josephine Baerveldt-Haver, wist tijdens de troonrede op 17 september 1913 ruim duizend vrouwen naar Den Haag te krijgen. Baerveldt-Haver fungeerde als presidente en gaf instructies aan de demonstraten die, vanwege een last minute verbod van de burgemeester, in kleine groepjes naar het Binnenhof moesten wandelen.

### Drucker en de Neutrale Vereeniging voor Vrouwenkiesrecht
Net als haar zus had Baerveldt-Haver een goede relatie met Wilhelmina Drucker. Nadat de VvVK zich naar Druckers mening te veel had gemengd in partijpolitiek besloot Drucker uit VvVK te stappen en een eigen vrouwenkiesrechtvereniging op te richten. Baerveldt-Haver steunde haar en samen richtten zij in 1916 de Neutrale Vereeniging voor Vrouwenkiesrecht op.
Naar aanleiding van Druckers zeventigste verjaardag publiceerde Baerveldt-Haver in 1917 twee artikelen. In 1939 ijverde zij als lid van het Comité Huldeblijk Wilhelmina Drucker voor een standbeeld voor Drucker.

## Overlijden
Josephine Baerveldt-Haver overleed vermoedelijk op 22 juni 1945 in interneringskamp Tjideng te Batavia (Nederlands-Indië), Nederlands-Indië. Haar lichaam werd herbegraven op het ereveld Menteng Pulu in Jakarta.